# Heiri Strub
Heinrich «Heiri» Strub (* 17. August 1916 in Riehen; † 22. April 2014 in Basel) war ein Schweizer Grafiker, Illustrator und kommunistischer Aktivist.

## Leben
Heinrich Strub war der Sohn des Meteorologen und basel-städtischen Grossrats Walter Strub (1882–1938) und dessen Frau Margrit, geb. Saxer (1886–1970). Er wuchs im kommunistisch geprägten Elternhaus in Riehen auf. Von 1934 bis 1938 absolvierte er eine Schriftsetzerlehre in der Buchdruckerei Stobel in Basel. Daneben gestaltete er Bühnenbilder wie zum Beispiel für die «Scheinwerfer», eine 1935 gegründete Basler Agitproptruppe. Von 1939 bis 1942 besuchte er, unterbrochen von Aktivdiensteinsätzen, die Kunstgewerbeschule in Basel und erhielt Unterricht bei Alfred Soder, Theo Ballmer, Georg Schmidt und Arnold Fiechter. 1943 erfolgte die Heirat mit Liselotte («Lotti») Arnold (1919–2013), Tochter Olga kam 1950 zur Welt. 
Arbeit fand er in diesen Jahren bei der National-Zeitung als Setzer und bei der «Basler Druck und Verlag AG» als Gestalter von Plakaten. Im Oktober 1944 gehörte Strub zu den Gründungsmitgliedern der «Partei der Arbeit» (PdA) in Basel. Als kommunistischer Parteigänger konnte Strub für sich und seine Familie in der Schweiz nicht die nötige Existenzgrundlage erwirtschaften, was ihn 1957 samt Familie zur Emigration in die DDR veranlasste. 1971 kehrten sie nach Basel zurück. Beim wöchentlich erscheinenden Parteiorgan Vorwärts wirkte Strub bis 1981 als Lokalredaktor für Basel und Region, und ab 1972 sass er für die PdA im Grossen Rat des Kantons Basel-Stadt. Am 22. April 2014 starb er im Alter von 97 Jahren an seinem Wohnort Basel.
Am 17. August 2011 wurde das gesamte Illustrationswerk von Heiri Strub der Universitätsbibliothek Basel zur dauernden Aufbewahrung übergeben. Der gebrauchsgrafische Teil des Nachlasses befindet sich in der Plakatsammlung der Schule für Gestaltung Basel.

## Illustrierte Werke (Auswahl)
- Peter Meinhardt: Die Schmuggler von Plivio. Basel 1938.
- Gabriel de Guilleragues / Walter Widmer (Übers.): Die fünf Liebesbriefe der portugiesischen Nonne. Basel 1945.
- Alain-Fournier / Walter Widmer (Übers.): Meaulnes. Der grosse Freund. Basel 1945.
- Walter Widmer: Sumse Sumsebrumm. Bern 1946.
- Jules Renard: Rotfuchs. Zürich 1946.
- André Maurois / Walter Widmer, Walter (Übers.): Patapuffer und Filiferen. Bern 1946.
- Mark Twain: Ein Yankee am Hofe des Königs Artus. Stuttgart u. a. 1948.
- Walter Widmer: Eine Uhr, ein Porträt und ein Käse rund und fett. Zürich 1948.
- Walter Widmer (Übers.): Ein französisches Hexameron. Sechzig alte französische Novellen und Schwänke. Stuttgart u. a. 1948.
- Jeremias Gotthelf: Gesamtausgabe in zwanzig Bänden. Basel 1948–1952.
- Walter Widmer: Zehn kleine Negerlein. Zürich 1950.
- Kurt Held: Matthias und seine Freunde. Aarau 1951.
- Heiri Strub: Das Walross und die Veilchen. Aarau 1951.
- Heini Hediger, Heiri Strub: Tiere im Zoologischen Garten. Basel 1952.
- Jacob und Wilhelm Grimm: Das tapfere Schneiderlein. Zürich 1955.
- Hans Christian Andersen: Das Feuerzeug. Zürich 1956.
- Jacob und Wilhelm Grimm: Das Waldhaus. Berlin 1957.
- Friedrich Wolf: Fabeln. Berlin 1957.
- Jacob und Wilhelm Grimm: Der Hase und der Igel. Berlin 1958.
- Herbert Jobst: Der Findling. Berlin 1958.
- Herbert Jobst: Der Zögling. Berlin 1958.
- Mira Lobe: Der Anderl. Berlin 1958.
- Heiri Strub: Die fünf lustigen Gesellen. Berlin 1959.
- Herbert Jobst: Der Vagabund. Berlin 1963.
- Adelheid Gessner, Dieter Lohmann: Gut essen, aber mit Köpfchen. Berlin 1964.
- Jacob und Wilhelm Grimm: Die Bremer Stadtmusikanten. Berlin 1965.
- Friedrich Wolf: Die Weihnachtsgans Auguste. Berlin 1965.
- Walter Kaufmann: Stefan. Berlin 1966.
- Friedrich Wolf: Der verschenkte Leutnant. Berlin 1967.
- Auguste Lazar: Akelei und das Wurzelmännchen. Berlin 1968.
- Bertolt Brecht, Bertolt/Strub, Heiri: Der verwundete Sokrates. In: Stücke für das Puppentheater 1900–1945. Berlin 1974.
- Jörg Weibel: Ellenbogenfreiheit. Patriotische Gedichte. Basel 1978.

## Ausstellungen
- seit 1933: regelmässige Teilnahme am Kunstkredit Basel-Stadt
- 1940: Weihnachtsausstellung Basler Künstler, Basel
- 1970: Kulturbund, Berlin
- 1972: Galerie Katakombe, Basel
- 1983: Produzentengalerie, Zürich
- 1984: Zum Wildenstein, Basel; Verkehrsverein Vulpera (GR)
- 1985: Gemeindeverwaltung, Birsfelden
- 1987: Kreuz Nidau, Nidau; Schloss Pratteln
- 1988: Galerie Münsterberg, Basel
- 1990: Badische Landesbibliothek, Karlsruhe; Galerie Münsterberg, Basel
- 1992: Galerie Münsterberg, Basel
- 1994; 1996: Galerie Hilt, Basel
- 1997: Gemeinde Riehen
- 1999; 2002; 2006: Galerie Hilt, Basel

## Artikel
- Überlegungen bei der Neufassung eines alten Märchens. In: Junge Kunst. Organ des Zentralrats der Freien Deutschen Jugend. (3/1959), S. 78–80.
- Buhlende Paare. In: Vorwärts, 15. August 1974, Basel 1974.
- John Heartfield. Revolutionär – Friedenskämpfer – Satiriker – moderner Klassiker. In: Vorwärts, 15. Januar 1978. Basel 1978.
- Vom langen Kampf gegen die Atomisierung. In: Vorwärts, 8. Oktober 1987. Basel 1987, S. 6ff.
- Die Geschichte von der Geschichte vom Walross und den Veilchen. In: Baselbieter Heimatblätter. Organ der Gesellschaft für regionale Kulturgeschichte Baselland und der Gesellschaft Raurachischer Geschichtsfreunde. Basel 2004, Heft 2, S. 41–68 (Digitalisat).